# Racionalismus

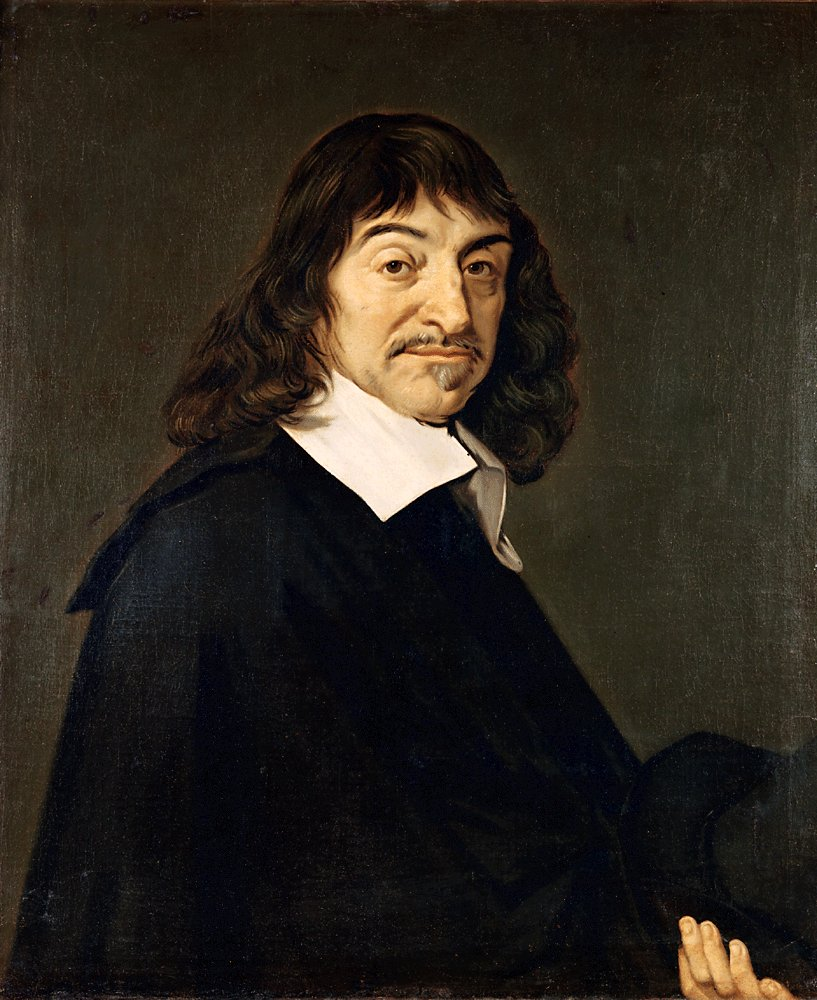
René Descartes (1596–1650)

Racionalismus (z lat. rationalis, rozumový) znamená ve filosofii směr, který stojí v protikladu k empirismu a učí, že jediným zdrojem spolehlivých poznatků a kritériem pravdy je rozum, abstraktní myšlení. V sociologii a dalších společenských vědách může racionalismus znamenat přesvědčení, že lidé se rozhodují a jednají čistě účelově a v tomto smyslu racionálně, v principu jako hráči v teorii her.

## Filosofie
Otcem racionalismu je René Descartes. K velkým postavám novověkého racionalismu patří také Baruch Spinoza, Christian Wolff nebo Immanuel Kant, který povznesl celý dosavadní racionalismus na vyšší stupeň. Představitelé racionalismu absolutizují racionální stupeň poznání a snižují význam smyslových údajů. Za základní metodu poznání považují dedukcí, která požaduje, aby se v poznání pravdy postupovalo od obecného ke zvláštnímu, od abstraktního ke konkrétnímu.
Racionalismus je označení pro filosofické směry a školy, které zdůrazňují význam rozumu (argumentace, logiky atd.) pro lidské poznání i jednání. Jeho protikladem je nejčastěji empirismus, který za hlavní nebo dokonce jediný zdroj poznání pokládá smyslovou zkušenost. Tento protiklad se objevuje už ve starověku, i když pojem racionalismus vznikl až v 16. století. S rozpadem středověkých autorit se totiž filosofie i věda cítí ohrožena skepticismem a hledá nepochybné, to jest rozumové opory. To se netýká jen spolehlivosti poznání, ale také zdůvodnění morálky a práva (přirozené právo). Racionalismus se mimo jiné projevuje i v oblibě deduktivní metody na rozdíl od metody induktivní, charakteristické pro empirismus.
V souvislosti s německou reformací se počátkem 17. století objevuje polemické označení „racionalisté“ pro teology ovlivněné scholastikou, kteří svoji křesťanskou víru chtěli rozumově zdůvodňovat, místo aby ji opírali výhradně o Boží zjevení a Písmo. Osvícenští a deističtí myslitelé se ale od poloviny 18. století k tomuto původně polemickému označení sami přihlásili a naopak kritizovali „supranaturalismus“ svých odpůrců. V důsledku toho se z teologického uvažování ztrácely všechny historické události a obsah náboženství se redukoval na přirozenou či racionální morálku.
Tento stav věcí komentují i filosofové. Kant má přitom blízko k racionalismu ve smyslu závaznosti „čistého praktického rozumu“ a na druhé straně odmítáním božího zjevení. Pro Hegela je však tento teologický racionalismus pravým opakem filosofie, protože „vyprazdňuje nebe a všechno stahuje do pozemské konečnosti“. Zvlášť ostře se proti teologickému racionalismu osvícenců staví Arthur Schopenhauer, který mu vytýká, že uvažuje racionálně jen do určité hranice, kde jeho kritičnost končí.
V průběhu 19. století se racionalismus stává heslem kritiků náboženství jakožto pověry, tedy těch, kdo věří v trvalý pokrok a nekonečné možnosti vědy a člověka. V ideologických a politických kontroverzích 20. století se řada německých myslitelů meziválečné doby vymezovala proti „neživotnému racionalismu“, který připisovali Francouzům, kdežto příznivci národního socialismu se často hlásili k jeho opaku – iracionalismu.
Důležitou etapu v dějinách racionalismu představuje kritický racionalismus K. R. Poppera, podstatně skromnější ve svých ambicích. Pozitivistický požadavek, že pouze rozhodnutelná a ověřitelná tvrzení mají smysl, je podle Poppera jednak neuskutečnitelný, ale také vnitřně sporný: sám se totiž nedá ověřit a opírá se pouze o jisté přesvědčení.

## Teorie poznání
Racionalisté – v protikladu k empirismu – jsou přesvědčeni, že poznání je možné jen díky apriorním předpokladům, které nelze odvodit ze smyslové zkušenosti. Platón rozlišil pouhé mínění (doxa) od pravého a jistého poznání (epistémé), které je možné jen jako poznání idejí. Tyto ideje jsou však určitým způsobem odvozeny ze struktury lidského myšlení, anebo existují nezávisle na něm. Pokud existují nezávisle na myšlení, může je lidský rozum pochopit v okamžiku, kdy dosáhne určité úrovně vyspělosti.
Výrazem racionalismu je také Descartesův výrok „Myslím, tedy jsem“ (Cogito ergo sum). Skeptik je tímto výrokem vybídnut k zamyšlení, zda už pouhý fakt jeho pochybování není evidentním potvrzením, že sám pochybující existuje.